# Raftöns naturreservat
Raftöns naturreservat är beläget i Tanums socken i Tanums kommun i Bohuslän.
Området är skyddat sedan 1973 och omfattar 1 hektar. Det är beläget nordväst om Tanumshede och består av södra spetsen av halvön Raftö.
Området är bevuxet med tallskog som flerstädes sträcker sig endast något tiotal meter från själva strandlinjen. Från en kal bergrygg i nordväst sluttar området öster- och söderut. Området har ett stort värde ur landskapsbildssynpunkt och stränderna utnyttjas för friluftsbad och sportfiske.
Området ingår i EU:s ekologiska nätverk av skyddade områden, Natura 2000. Det förvaltas av Västkuststiftelsen.